# Kaliumtetraperoxochromat
Kaliumtetraperoxochromat ist eine chemische Verbindung aus der Gruppe der Chromate.

## Gewinnung und Darstellung
Kaliumtetraperoxochromat kann durch Reaktion von Kaliumhydroxid, Chrom(VI)-oxid und Wasserstoffperoxid gewonnen werden.
Es kann auch durch Reaktion von Kaliumchromat mit Kaliumhydroxid und Wasserstoffperoxid hergestellt werden.
{\displaystyle {\ce {2K2CrO4 + 9H2O2 + 2KOH -> 2K3CrO8 + O2 + 10H2O}}}

## Eigenschaften
Kaliumtetraperoxochromat bildet tief rotbraune oktaedrische Kristalle, die mäßig löslich in kaltem Wasser und unlöslich in Alkohol und Ether sind und beim Erhitzen auf 170 °C explodieren.
Das Salz ist längere Zeit ohne Zersetzung haltbar, kann jedoch spontan explodieren. Die Kristallstruktur (tetragonal, Raumgruppe I42m (Raumgruppen-Nr. 121)) enthält Tetraperoxochromat(V)-Ionen, in denen jedes Chromatom durch acht Sauerstoffatome koordiniert ist.

Um die Chelatkomplexion durch die Peroxidanionen zu verdeutlichen, wird die Formel häufig auch als K3[Cr(O2)4] notiert.

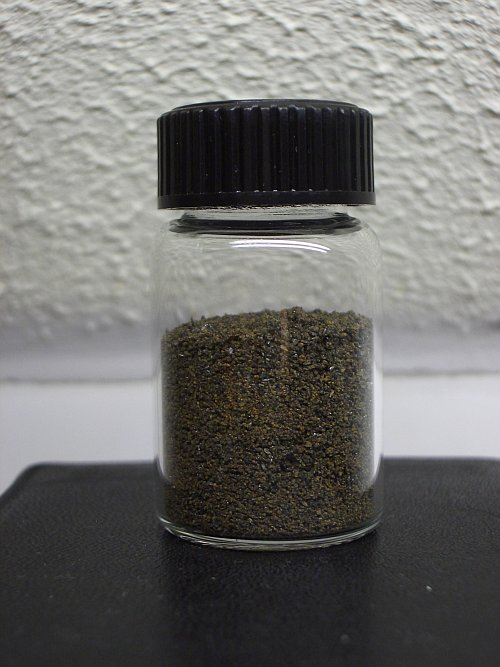
Kaliumtetraperoxochromat

## Verwendung
Kaliumtetraperoxochromat(V) kann zur Erzeugung von Singulett-Sauerstoff dienen. Es wurde auch zum Auslösen von Arthritis bei Mäusen eingesetzt.